# Будинок, в якому...
«Дім, в якому…» (рос. Дом, в котором…) — роман вірменської письменниці Маріами Петросян, опублікований українською у 2019 році видавництвом книголав. Являє собою яскраве і своєрідне описання замкнутого соціуму, його характерних особливостей, нюансів адаптації новачка в сформованому колективі на прикладі інтернату для дітей-інвалідів. Місце і час дії навмисно абстраговані, а в сюжеті значну роль відіграють фантастичні мотиви.

## Історія створення
Книгу Мар'ям почала писати в 1991 році, але ідея Дому, образи його героїв з'явилися раніше.
Перший варіант, зовсім не схожий на цей, був написаний в кінці вісімдесятих. Я почала писати про Дім, коли була однолітком його героїв. А малювати раніше, ніж почала писати про них. Виходить що задум і герої набагато старші ніж сама книга.
В романі не було спочатку заданого сюжету. Все почалося з простої історії: хлопчик потрапляє в нове місце, в чуже оточення. За словами Петросян, вона вигадувала героїв, створювала їм ситуації, і надалі вони діяли самі, а вона з інтересом спостерігала за ними. І знайомилася разом з новачком, який потрапив туди незадовго до випуску.
Я тоді писала одночасно три твори. Одна — про хлопчика, якого звали Ерік. В нього був дуже гарний вітчим. Вітчим і привіз його у цей Дім. Разом з ним я і відкривала свій Дім для себе — першим я зустріла Бандерлогу Лері. Я вирішила, що він там головний. Потім Ерік познайомився з Чорним, і я зрозуміла, що ні, мабуть, головний саме Чорний. Потім з'явилися Сфінкс, Сліпий і всі інші.
В деяких деталях сюжету знайшли своє відображення епізоди життя письменниці. Вона згадує, як в московський період свого життя їй з чоловіком довелося пожити в двокімнатній квартирі, де проживали дев'ять студентів-вірмен. Вони спали в одній кімнаті, на ніч клали на підлогу матраци, і в тій квартирі діяли встановлені ними правила, наприклад, не водити на ніч дівчат. Цей звід законів висів на стіні, і його намагалися виконувати.
Дуже важким був шлях книги, до того як вона потрапила до видавництва. В 1998 році Мар'ям подарувала рукопис своїй московській знайомій, а син знайомої віддав книгу другові. Роман пролежав в столі у друга майже десяток років, доки той не зібрався переїжджати. Знайшовши книгу, він її прочитав, дав прочитати брату, той дав книгу подрузі, а вона — своєму викладачу вокалу. У викладача брала уроки Шаши Мартинова, головний редактор видавництва «Гаятрі», і вона вирішила прочитати рукопис. А прочитавши, почали тим же шляхом шукати автора. В січні 2007 року видавництво знайшло автора.
На пропозицію надрукувати книгу Мар'ям попросила час до вересня — для того, щоб дописати фінал. «Тоді мені здавалося, що рік це дуже багато. Цей рік пролетів з неймовірною швидкістю», — згадувала письменниця. Фінал писався важко — спроби зібрати сюжет у щось єдине приводив до обриву сюжетних ліній і прогалин в викладі, а персонажі пручалися і не хотіли брати участь у фіналі, не бажали розлучатися і йти в зовнішність.

Назва роману змінилася перед публікацією:
Книга називалася «Дім, який …». Теж, звичайно, не дуже, але стара назва для мене асоціювалася з «Дім, який побудував Джек». А нове ні з чим не асоціюється. У видавництві Livebook пояснили, що нинішню назву запропонував якийсь дуже відомий поет — вже не знаю, хто саме.

## Сюжет
Юнак на прізвисько Куряка свариться зі своєю групою — зразково-показовими лицемірами і ябідами, і його переводять в іншу. З цього моменту і починається його знайомство з Домом — інтернатом для дітей-інвалідів з більш ніж столітньою історією, місцем, повним таємниць і містики. Разом з Курякою читач знайомиться з мешканцями Дому, з його правилами і з усталеними традиціями. Дізнається, що всіх мешканців, навіть вихователів та директорів, називають тільки по прізвиськам, що до випуску залишилося менше року, а страх перед «зовнішнім» — тим, що знаходиться за межами Дому — такий, що жоден випуск не проходить спокійно. Попередній випуск, сім років тому, став найстрашнішим в історії Дому — випускники, розділені на два угруповання, втопили Дім в крові.
Коли автор дає можливість побачити Дім очима інших вихованців, виявляється, що існує паралельний світ, «виворіт будинку». Що деякі мешканці — Ходаки, вони вміють йти туди, зникаючи в реальному світі, і повертатися назад. А інших — Стрибунів — туди закидає, і вони можуть повернутися через дні і тижні перебування в комі в реальному світі, але проживши при цьому багато років там. Що директор не має влади над вихователем, вихователь — над Сліпим, а Сліпий вважає, що він не лідер в інтернаті, а лише виконує волю Дому.
З наближенням розв'язки відкривається все більше невідомого, і все більше виникає питань. І головне питання для мешканців — піти або залишитися, адже після цього випуску Дім буде знесено. І одні вибирають піти: піти в зовнішній світ і назавжди залишитися там, де вони народилися. А інші — залишитися: залишитися з Домом і піти в інший, що належить тільки їм світ. Може бути, не назавжди.

## Основні персонажі
В основний період дії — в останній рік перед випуском -  у Домі є п'ять груп старших вихованців. Перша — Фазани, група інвалідів візочників (у книзі використовується слово колясник), в якій сконцентровані всі на навчанні та здоров'ї і далекі від життя інших мешканців Дому. Друга група — Щури, мають немислимі зачіски, галасливі і запальні, у них завжди з собою ножі або бритви. Учні третьої групи, Птиці, постійно носять траур у пам'ять про померлого брата-близнюка їх ватажка Стервожера, вирощують рослини в горщиках. У Четвертій групі, (що не має назви), лідером є Сліпий, він же вважається ватажком всього Дому. П'ятої групи у Домі немає; п'яту і шосту кімнату через чисельність займає Шоста група — Пси: вони ходять у шкіряних нашийниках.
Дівчата живуть в іншому крилі, розділені на три групи (або ж одна об'єднана група), і аж до самих останніх місяців існування Дому їхнє життя мало перетинається з життям юнаків.
- Сліпий — ватажок четвертої групи і всього Дому. Невисокий, щуплий, дуже блідий, чорнявий, з довгим чубом, щоб закривав очі і дуже довгими, рухливими пальцями рук. Неохайний. За природою сліпий, але спритний і вкрай небезпечний у битві один на один. Має схильність до лікантропії, персонаж, як і всі — з непростою долею і занадто приголомшуючим і важким входом в підліткове життя.
- Сфінкс — безрукий; носить протези, які називає граблями. До свого Стрибка мав прізвисько Коник. Зелені очі; в дитинстві у нього було світле волосся, з рудуватим відливом, під час Стрибка повністю їх втратив, як і брови («невідома інфекція»), залишилися тільки вії. Тонко відчуває людей і вміє слухати.
- Куряка — візочник. Єдиний персонаж, чиє ім'я згадується в романі, — Ерік Циммерман. Найбільш «нормальний» мешканець четвертої групи.
- Шакал Табакі, колись носив прізвисько Вонючка — візочник, проте в книзі згадується, що ноги його слухаються. Дрібний, худий і дуже брудний. Має темну, але не чорну («серед візочників четвертої брюнетів не було») кошлату шевелюру і величезні вуха. Хранитель традицій Дому, знавець його історії.
- Лорд — візочник, «медововолосий і сіроокий, гарний, як король ельфів» з дуже білою шкірою, вміє швидко і витончено переміщуватися без коляски. У Дім потрапив лише за три роки до випуску і на момент початку дії вже мав максимально допустиму кількість попереджень у особовій справі — три.
- Чорний, раніше носив прізвисько Спортсмен, а до цього Білявий. Має проблеми з зором, але проявилися вони віком, при описі його в дитинстві особливо підкреслюється, що ніяких захворювань він не мав, ні явних, ні прихованих. Віддалений від традицій і понять Дому, хоча живе в ньому давно, не розуміє страху товаришів по зграї перед Зовнішнім. Чорний вважав нормальним здати лікарям заціпенілого Лорда, який опинився в такому стані в результаті прийому наркотику, в той час як інші з четвертої групи визнали цей вчинок немислимим. Фізично дуже розвинений, займається на тренажерах. Світле волосся їжачком, блакитні очі.
- Лось — вихователь, був убитий при битві кланів напередодні попереднього випуску. Сині очі, сіре волосся, ніс з горбинкою, вже немолодий. До нього були сильно прив'язані Сліпий і Сфінкс.
- Чорний Ральф, або Р Перший — вихователь. На лівій руці відсутні два пальці, які прикриває чорною рукавицею. Як ніхто з вихователів, близький до розуміння вихованців і тому не боїться бути зарізаним вночі. Повернувся в Будинок перед випуском.
- Македонський — потрапив в Будинок за два роки до випуску. У дитинстві виконував роль Ангела в культі, вигаданого його дідом. Після смерті діда жив з родичами, які не витримали його надприродних здібностей, а також осади прихильників культу їх житла, і направили хлопчика в Будинок. Інвалідом не був, але траплялися напади епілепсії. З веснянками на руках та обличчі.

## Нагороди
- «Російська премія[ru]» — переможець у номінації «Велика проза» (2009).
- «Велика книга» — 3 місце в номінації «Приз глядацьких симпатій» (2009).
- «Портал» — переможець у номінації «Відкриття себе (імені В. І. Савченко)» (2010).
- «Мандрівник» — переможець у номінації «Незвичайна ідея» (2010).
- «Студентський Букер[ru]» (2010), «за вміле переплетення жанрів, простоту стилю і незвичність художніх засобів».
- «Зоряний міст» — Срібний кадуцей в номінації «Дебютні книги» (2010).

## Видання
- Мариам Петросян. Дом, в котором…. — М. : Гаятри / Livebook, 2009. — 960 с. — 5000 прим. — ISBN 978-5-9689-0174-3.

Видана в листопаді 2009 року тиражем 5000 екз. В 2010 і 2011 роках видавалися додаткові тиражі по 5000 екз.
- Mariam Petrosjan.  = The house that = Дом, в котором / Traduzione di Emanuela Guercetti. — Milano : Salani, 2011. — 880 с. — (Mondi fantastici Salani) — ISBN 978-8-8625-656-22. Архівовано з джерела 5 березня 2016

Італійський переклад був представлений на Туринській книжковій ярмарці яка проходила з 12 по 16 квітня 2011 року. Роман виданий під назвою La casa del tempo sospeso — «Будинок поза часом», «Будинок з часом, що зупинився». Автор перекладу — Емануела Гуерчетті. Книга надійшла в продаж 5 травня.